# Władysław Kowalski (aktor)

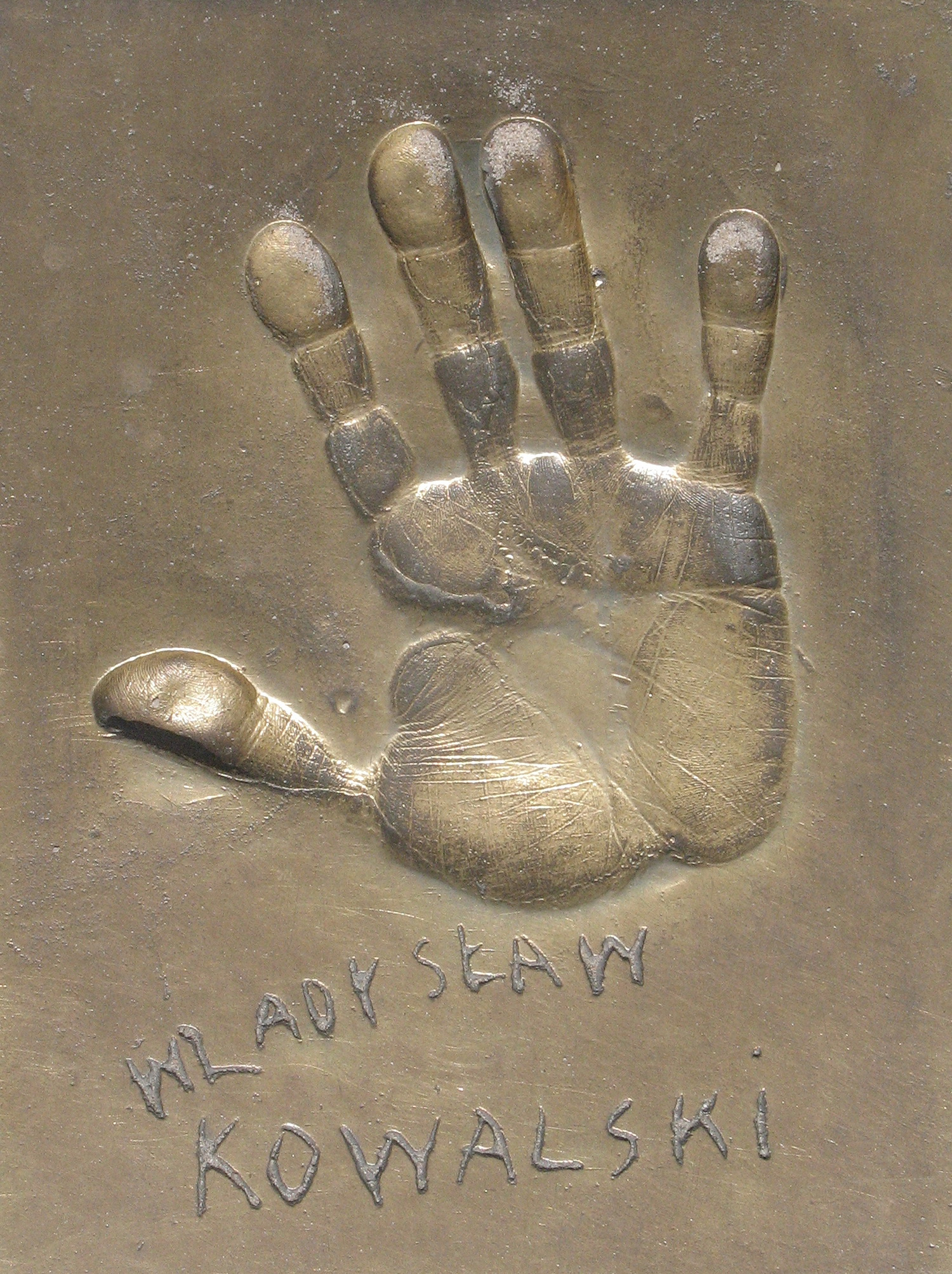
Odcisk dłoni i podpis W. Kowalskiego w Alei Gwiazd w Międzyzdrojach

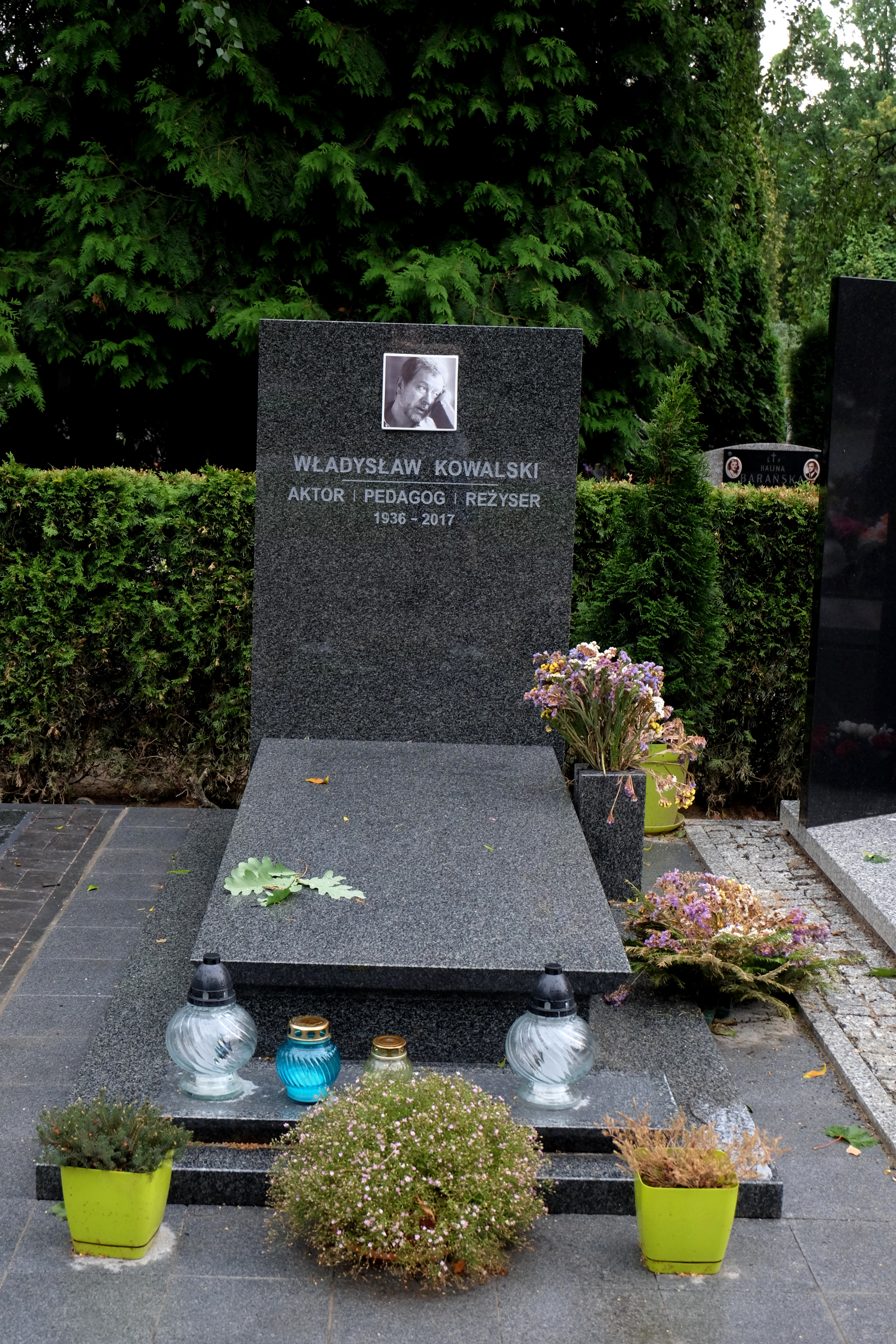
Grób Władysława Kowalskiego na Cmentarzu Wojskowym na Powązkach w Warszawie

Władysław Kowalski (ur. 24 lutego 1936 w Żurawcach, zm. 29 października 2017 w Józefowie) – polski aktor teatralny i filmowy, nauczyciel akademicki.

## Życiorys
Syn Pawła i Anastazji. Absolwent Państwowej Wyższej Szkoły Teatralnej w Warszawie z 1959. 2 maja tego roku zadebiutował w roli Chucha w spektaklu Kapelusz pełen deszczu Michaela Vincente Gazzo w reż. Andrzeja Wajdy w Teatrze Wybrzeże w Gdańsku, gdzie występował do 1960. Następnie występował na deskach teatrów warszawskich: Ateneum (1960–1974) i Powszechnego (1974–2005). Od 2005 był aktorem Teatru Dramatycznego im. Gustawa Holoubka w Warszawie. W latach 80. XX w. był nauczycielem akademickim Akademii Teatralnej im. Aleksandra Zelwerowicza w Warszawie.
W 1984 na Festiwalu Polskich Filmów Fabularnych otrzymał nagrodę dla najlepszego aktora za rolę w filmie Kartka z podróży (reż. Waldemar Dziki). Laureat Nagrody im. Aleksandra Zelwerowicza – przyznawanej przez redakcję miesięcznika „Teatr” – za sezon 1994/1995, za rolę Podkolesina w Ożenku Nikołaja Gogola w reż. Andrzeja Domalika w Teatrze Powszechnym im. Zygmunta Hübnera w Warszawie. Podczas VIII Festiwalu Gwiazd w Międzyzdrojach w 2003 odcisnął swoją dłoń na Promenadzie Gwiazd.
Jego pierwszą żona była aktorka Elżbieta Kępińska. W trakcie trwania małżeństwa miał romans z aktorką Kaliną Jędrusik. Od 1981 był żonaty z Moniką Sołubianką. W 2013 został twarzą Kampanii Przeciw Homofobii, występując na plakatach ze swoim synem Jakubem.
Zmarł w wieku 81 lat, 29 października 2017. 10 listopada został pochowany na Cmentarzu Wojskowym na Powązkach w Alei Zasłużonych (kwatera G-tuje-36).

## Filmografia
- 1960: Rozstanie – Olek Nowak
- 1961: Złoto – Kazik
- 1961: Droga na Zachód – Roman Górski, pomocnik maszynisty
- 1963: Rozwodów nie będzie – Tomek
- 1964: Gdzie jesteś, Luizo? (seria Zagubione w przestrzeni) (film krótkometrażowy) – Ludwik
- 1967: Morderca zostawia ślad – Romek Kmiecik, brat Gośki
- 1968: Stawka większa niż życie (serial telewizyjny) – Adam Pruchnal, inkasent (odc. 10)
- 1969: Jarzębina czerwona – chorąży Jerzy Kręcki
- 1970: Kolumbowie (serial telewizyjny) – Jerzy
- 1971: Patrząc pod słońce – młody naukowiec
- 1972: Trzeba zabić tę miłość – lekarz
- 1974: S.O.S. (serial telewizyjny) – redaktor Rafał Kostroń
- 1975: Domy z deszczu. Impresja z Konstantego Paustowskiego – major Kulesza
- 1977: Szpital Przemienienia – pacjent szpitala
- 1977: Wesołych świąt – mąż Reni
- 1980: Bez miłości – redaktor Piotr Kłosiński, kierownik działu społecznego tygodnika „Kultura i My”
- 1980: Jeśli serce masz bijące – Antoni Adamski, ojciec Henia
- 1980: Mniejsze niebo – Filip Szmidt, przyjaciel Artura
- 1980: Punkt widzenia – docent Bułhak (odc. 2 i 3)
- 1981: Dreszcze – ojciec Tomka
- 1981: Jan Serce (serial telewizyjny) – Jacek Maziarski, kolega Jana z czasów szkolnych, członek drużyny
- 1981: Najdłuższa wojna nowoczesnej Europy (serial telewizyjny) – profesor Ludwig Bernhardt (odc. 12)
- 1983: Adopcja – były mąż Elżbiety
- 1983: Kartka z podróży – Jakub Rosenberg
- 1983: Planeta krawiec – doktor Janik
- 1983: Przeznaczenie – doktor Kruszyński
- 1983: Synteza – Zborowski
- 1984: 111 dni letargu – Adam Grzymała-Siedlecki
- 1985: Medium – komisarz Selin
- 1985: Podróże pana Kleksa – Arcymechanik, były król Patentonii
- 1986: Cudowne dziecko – inspektor policji
- 1986: Komediantka – dramaturg Pafnucy Głogowski, autor „Chamów”
- 1986: Maskarada – Jerzy Wolf
- 1987: Komediantka (serial telewizyjny) – dramaturg Pafnucy Głogowski, autor „Chamów”
- 1988: Dekalog VII – Stefan, ojciec Majki
- 1988: Mistrz i Małgorzata (serial telewizyjny) – Mistrz
- 1988: Oszołomienie – Władysław Janota-Czerkański
- 1989: Modrzejewska (serial telewizyjny) – fotograf
- 1990: Ucieczka z kina „Wolność” – Tadeusz, aktor grający profesora, ojca Małgorzaty w filmie „Jutrzenka”
- 1991: Cynga – doktor
- 1991: Panny i wdowy – Jan Darski, miłość Eweliny
- 1991: Podwójne życie Weroniki – ojciec polskiej Weroniki
- 1992: 1968. Szczęśliwego Nowego Roku – Bolesław Szokalski
- 1992: Kuchnia polska (serial telewizyjny) – profesor Bolesław Szokalski
- 1992: Sauna – Ernst Ruppert
- 1993: Straszny sen Dzidziusia Górkiewicza – kapitan SB Felek-Wyjadek
- 1993–1994: Bank nie z tej ziemi (serial telewizyjny) – Magister, pomocnik „Prezesa”
- 1995: Deborah – Grosman, ojciec Debory
- 1995: Maszyna zmian (serial telewizyjny) – Sebastian Mil
- 1996: Dzień wielkiej ryby – mąż Ireny
- 1996: Poznań 56 – profesor w pociągu
- 1997: Łóżko Wierszynina – Czechow
- 1998: Spona – Tymoteusz „Alcybiades” Misiak, nauczyciel historii
- 1998: 13 posterunek – generał (odc. 8)
- 1999: Królowa aniołów – ojciec Jakuba
- 1999: Pan Tadeusz – Jankiel
- 2001: Avalon – Game Master
- 2001: Marszałek Piłsudski (serial telewizyjny) – Iwan Sabasznikow
- 2003–2009: Na Wspólnej (serial telewizyjny) – doktor Ryszard Nowotarski
- 2003: Pogoda na jutro – przeor klasztoru
- 2007: Katyń – Jan, ojciec rotmistrza Andrzeja, profesor Uniwersytetu Jagiellońskiego
- 2007: Ogród Luizy – mecenas „Kaleka” Frankowski
- 2007: Odwróceni – pulmonolog (odc. 2)
- 2008: Doręczyciel (serial telewizyjny) – Juraś Milczek
- 2008: Glina – reżyser Adam Braun (odc. 21)
- 2009: Popiełuszko. Wolność jest w nas – profesor fizyki
- 2009: Balladyna (The Bait) – ojciec
- 2009: Ojciec Mateusz (serial telewizyjny) – archeolog Henryk Tworowski (odc. 17)
- 2010: Mistyfikacja – doktor Leopold
- 2010: Taniec śmierci. Sceny z Powstania Warszawskiego
- 2011: Pokaż, kotku, co masz w środku – ksiądz
- 2011: Układ warszawski – Henryk Małecki (odc. 3)
- 2014: Bogowie – profesor Jan Moll
- 2014: Ojciec Mateusz (serial telewizyjny) – stryj Wacław (odc. 152)
- 2015: Body/Ciało – Władysław, sąsiad prokuratora
- 2015: Excentrycy, czyli po słonecznej stronie ulicy – doktor Garfinkel

### Dubbing

#### Filmy
- 1963: Następcy tronów – Anzelmo
- 1964: Słońce w sieci – Brygadzista
- 1966: Pałace w płomieniach – Stan Marin
- 1968: Napad stulecia – Walter Lloyd
- 2006: Jan Paweł II
- 2006: Opowieści z Narnii: Lew, czarownica i stara szafa – profesor Digory Kirke
- 2016: Mój przyjaciel orzeł – Danzer

#### Seriale
- 1973: Wielka miłość Balzaka –
  - Ferenc Liszt (odc. 5),
  - Victor Hugo (odc. 7)
- 1991: Serce – narrator

#### Gry komputerowe
- 2000: Faust: Gra duszy – Marcellus Faust
- 2000: Planescape: Torment – Dak’kon

## Odznaczenia, nagrody i wyróżnienia
- Krzyż Komandorski Orderu Odrodzenia Polski – za wybitne zasługi dla kultury polskiej, za osiągnięcia w pracy artystycznej (30 kwietnia 2001)[8]
- Krzyż Kawalerski Orderu Odrodzenia Polski (1979)
- Złoty Krzyż Zasługi (1974)
- Złoty Medal „Zasłużony Kulturze Gloria Artis” (2014)[9]
- Odznaka Zasłużony Działacz Kultury (1980)
- Wyróżnienie na II Festiwalu Teatrów Polski Północnej w Toruniu za rolę Harry’ego w sztuce Zabawa jak nigdy Williama Saroyana w reż. Jerzego Golińskiego w Teatrze Wybrzeże w Gdańsku (1960)
- Nagroda Komitetu do Spraw Radia i Telewizji za kreacje aktorskie w przedstawieniach Teatru Telewizji (1965)
- Nagroda na I Opolskich Konfrontacjach Teatralnych w Opolu za rolę Saint-Just’a w spektaklu Sprawa Dantona Stanisławy Przybyszewskiej w reż. Andrzeja Wajdy w Teatrze Powszechnym w Warszawie (1975)
- Nagroda II stopnia na XV Kaliskich Spotkaniach Teatralnych w Kaliszu za rolę Saint-Juista w spektaklu Sprawa Dantona Stanisławy Przybyszewskiej w Teatrze Powszechnym w Warszawie (1975)
- Nagroda główna na XVIII Festiwalu Polskich Sztuk Współczesnych we Wrocławiu za rolę Iwana Fiodorowicza w spektaklu Odpocznij po biegu Władysława Terleckiego w reż. Zygmunt Hübnera w Teatrze Powszechnym w Warszawie (1977)
- Nagroda na V Opolskich Konfrontacjach Teatralnych w Opolu za rolę Rejenta w spektaklu Zemsta Aleksandra Fredry w reż. Zygmunt Hübnera w Teatrze Powszechnym w Warszawie (1979)
- Brązowy Lew na 9. Festiwalu Polskich Filmów Fabularnych w Gdańsku za rolę Jakuba Rozenberga w filmie Kartka z podróży w reż. Waldemara Dzikiego (1984)
- Nagroda na XXIV Festiwalu Polskich Sztuk Współczesnych we Wrocławiu za rolę Bohatera w spektaklu Kartoteka Tadeusza Różewicza w reż. Michała Ratyńskiego w Teatrze Powszechnym w Warszawie (1984)
- „Złoty Ekran” za rolę Adama Grzymały-Siedleckiego w filmie 111 dni letargu w reż. Jerzego Sztwiertni (1986)
- Grand Prix na XXXV Kaliskich Spotkaniach Teatralnych w Kaliszu za rolę Iwana Podkolesina w Ożenku Nikołaja Gogola w reż. Andrzeja Domalika w Teatrze Powszechnym w Warszawie (1995)
- Nagroda im. Aleksandra Zelwerowicza za rolę Podkolesina w Ożenku w Teatrze Powszechnym w Warszawie (1995)
- Złoty Wawrzyn Grzymały przyznany w Bydgoszczy (1997)
- Nagroda na XXXIX Kaliskich Spotkaniach Teatralnych w Kaliszu za rolę Johnypateenmike’a w spektaklu Kaleka z Inishmaan Martina McDonagha w reż. Agnieszki Glińskiej i Władysława Kowalskiego w Teatrze Powszechnym w Warszawie (1999)
- Nagroda na VI Ogólnopolskim Festiwalu Sztuk Przyjemnych i Nieprzyjemnych – tytuł „Najprzyjemniejszego Spektaklu” dla przedstawienia Kaleka z Inishmaan w Teatrze Powszechnym w Warszawie (2000)